# Danh sách quốc gia Nam Mỹ theo GDP trên người 2006
Đây là danh sách các nước Nam Mỹ xếp theo GDP bình quân đầu người từ cao xuống thấp. GDP tính trên sức mua tương đương. Số liệu năm 2006 theo đôla quốc tế.
| Xếp hạng Nam Mỹ | Xếp hạng thế giới | Quốc gia  | GDP bình quân đầu người |
| --------------- | ----------------- | --------- | ----------------------- |
| 1               | 2                 | Argentina | $15.000                 |
| 2               | 59                | Chile     | $ 11.537                |
| 3               | 67                | Uruguay   | $9.619                  |
| 4               | 70                | Brasil    | $8.745                  |
| 5               | 85                | Colombia  | $7.303                  |
| 6               | 98                | Suriname  | $6.025                  |
| 7               | 100               | Venezuela | $5.801                  |
| 8               | 101               | Peru      | $5.594                  |
| 9               | 108               | Guyana    | $4.685                  |
| 10              | 109               | Paraguay  | $4.663                  |
| 11              | 119               | Ecuador   | $4.010                  |
| 12              | 126               | Bolivia   | $3.049                  |